# Naturfreundehaus Knofeleben
Das Naturfreundehaus Knofeleben (früher Friedrich-Haller-Haus) ist eine Schutzhütte der österreichischen Naturfreunde auf der Knofeleben am Gahns im Schneeberggebiet, Ortschaftsgebiet Hirschwang an der Rax von Reichenau.
Es liegt am Fuße des Krummbachsteins.

## Geschichte

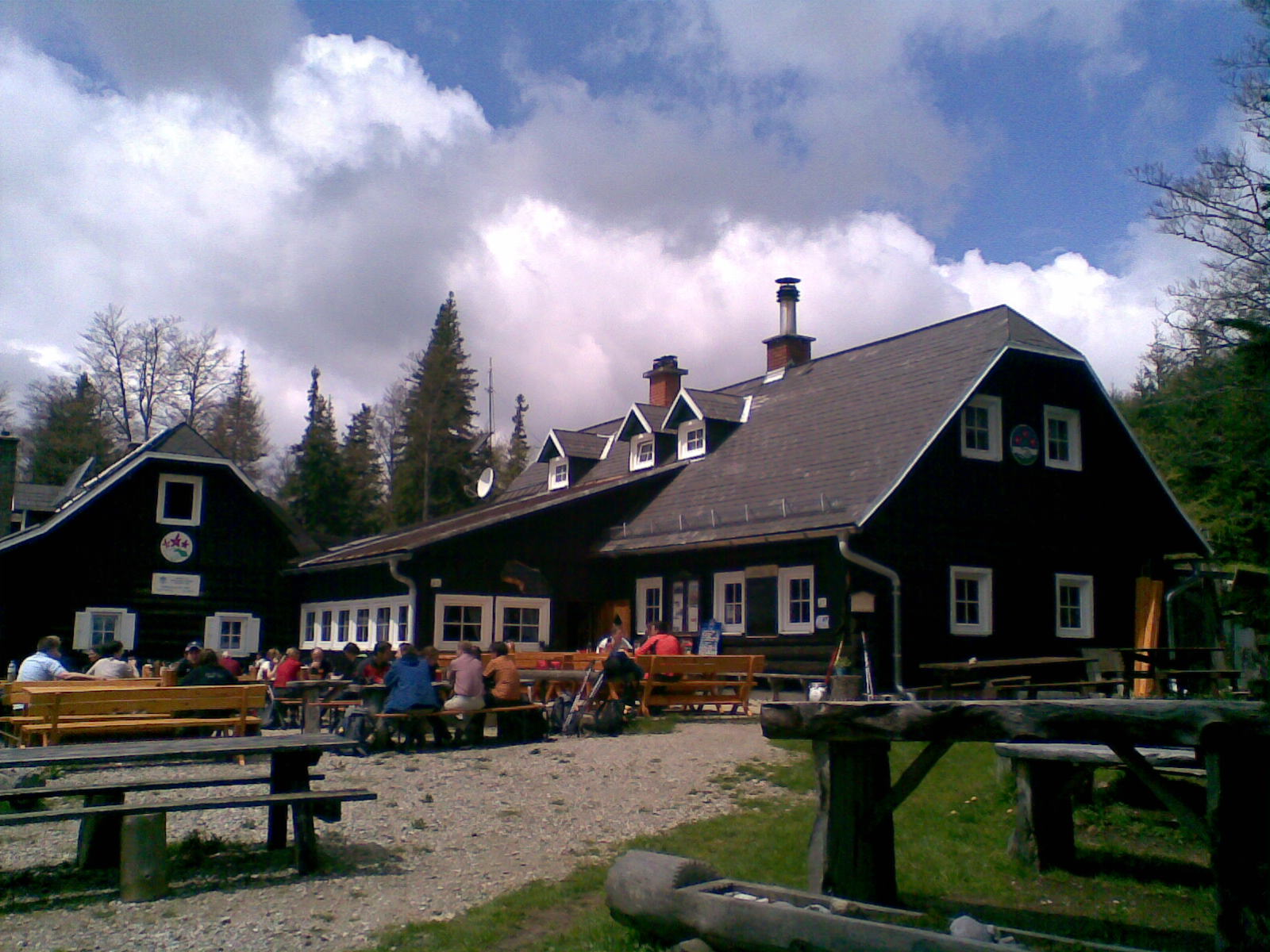
Altes Friedrich-Haller-Haus, 2011 abgebrannt

Die erste Hütte wurde vom Touristenverein die Naturfreunde (TVN) als Naturfreundehaus auf der Knofeleben (auch: Knofeleben-Hütte) erbaut und am 16. Juli 1922 „der Benützung übergeben“. In den 1950er Jahren wurde das Haus zu Ehren von Friedrich Haller (1874–1943), des Leiters des Bauausschusses der Naturfreunde, umbenannt. Das Haus hatte 24 Betten und 46 Schlafplätze im Lager.
Am 8. April 2011 brannte die Schutzhütte, die zu dieser Zeit nicht bewirtschaftet war, nieder.
Durch Löschwassermangel und starken Wind gestaltete sich der Löscheinsatz schwierig. Die Brandursache ist nicht bekannt.
Am 11. August 2011 erfolgte der Spatenstich für die Errichtung des neuen Schutzhauses; der Rohbau wurde noch vor dem Winter 2011/2012 fertiggestellt. Die Eröffnungsfeier fand am 6. Mai 2012 statt.

## Aufstieg
- Von der Station Baumgartner über Alpleck, Gehzeit 1½ Stunden
- Von der Station Baumgartner über Krummbachsattel und Krummbachstein, Gehzeit 2 Stunden (grüne Markierung)
- Von der Station Baumgartner über Wassersteig, Gehzeit 2 Stunden (rote Markierung)
- Vom Schneedörfl oder Bahnhof Payerbach-Reichenau durch die Eng, Gehzeit 2 bis 2½ Stunden (rot/gelbe Markierung)
- Von Kaiserbrunn, Gehzeit 2½ Stunden (rote Markierung)
- Von Hirschwang über den Mittagstein (unmarkiert)

## Übergang zu anderen Hütten
- Waldburgangerhütte
- Pottschacherhütte
- weitere Schutzhütten am Schneeberg